# Gakobe
Gakobe är ett vattendrag i Burundi.   Det ligger i provinsen Rutana, i den centrala delen av landet, 90 kilometer sydost om huvudstaden Bujumbura.
Omgivningarna runt Gakobe är en mosaik av jordbruksmark och naturlig växtlighet. Runt Gakobe är det ganska tätbefolkat, med 185 invånare per kvadratkilometer.